# 유애나
유애나는 대한민국의 가수 아이유의 팬덤이다. '너의 마음은 나'라는 뜻을 가지고 있다. 2017년 7월 17일부터 2017년 8월 6일까지 공식 1기 팬덤을 모집했으며, 공식 색깔은 네온 옐로우이다.

## 같이 보기
- 아미
- 버니즈